# Нехрущ алтайський
Нехрущ алтайський (Amphimallon altaicum) — вид жуків родини пластинчастовусих (Scarabaeidae).

## Поширення
Вид поширений у Східній Європі. Трапляється від Греції, Болгарії та Румунії на схід до Уральських гір.